# Ipang
Ipang cuyo nombre completo es Irfan Fahri Lazuardy (nacido el 6 de enero de 1972), es un cantante indonesio, miembro y vocalista de la banda de rock BIP. Ipang se unió a BIP en año 2004 reemplazando a Irang. Antes con BIP, Ipang ya había formado parte de otra banda musical llamada Plastik, también vocalista. Tras dejar dicha Ipang había iniciado su carrera como solista con un nuevo flujo, de Trip Hop. Con su nueva banda, fue auspiciado con la empresa EMI Records Forte, para el nuevo álbum titulado, Fresh Air (2004).
En 2008, Ipang participó a dúo con la cantante Dewiq, que es esposa de su colega del grupo BIP, con el tema musical "Be Te". Además de un dueto con Laskar que interpretaron el tema musical titulado "Little Friend" para la banda sonora de Laskar Pelangi, también dos de las canciones para las películas "Apatis" dan "Teruslah Bermimpi" y en 2010 un dúo con k'naan, con una canción titulada " Espíritu de vuelo".